# Gevorg Gharibyan
Gevorg Gharibyan (in armeno Գևորգ Ղարիբյան?; 11 dicembre 1994) è un lottatore armeno, specializzato nella lotta greco-romana.

## Palmarès
- Europei

Roma 2020: oro nei 60 kg.
Budapest 2022: bronzo nei 60 kg.